# Politiek activisme
Politiek activisme is een verzamelbegrip voor buitenparlementaire activiteiten die als doel hebben politieke en/of maatschappelijke verandering te brengen. Activisten worden in Vlaanderen soms ook militanten genoemd. In Nederland wordt het woord "activisme" vaak geassocieerd met de activiteiten en ideologieën van mensen aan de linkerkant van het politieke spectrum, hoewel het daar niet strikt toe beperkt is. Voorbeelden van activisme zijn milieuactivisme, de verdediging van mensen- of dierenrechten, nationalisme en vakbondsactivisme. Activisme kan uitgedragen worden via de journalistiek, literatuur of moderne media, vrijwilligerswerk, petities, demonstraties of stakingen, maar ook met geweld.

## Cultuur en organisatie
De huidige politieke stromingen zijn voor een belangrijk deel geënt op het activisme uit de negentiende en het begin van de twintigste eeuw. Na de Franse Revolutie en tijdens de ondergang van het feodalisme ontstonden de natiestaten. Verschillende staten werden democratieën met parlementen. Daarin worden verschillende groepen binnen de samenleving door politieke partijen vertegenwoordigd, maar om hun vertegenwoordiging binnen het politieke bestel te vergroten zouden belangengroepen lobbyen, protest- en verzetsbewegingen hun onbehagen uiten met alle mogelijke media en geregeld geweld gebruiken.

### Marxisme

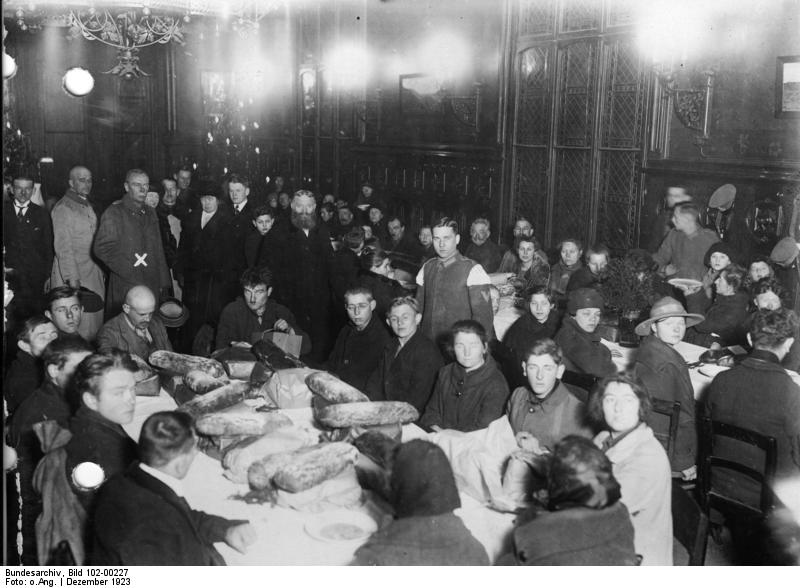
Kerstmis voor het straatarme Berlijnse proletariaat tijdens de periode van de Weimarrepubliek in 1923

Karl Marx is de belangrijkste grondlegger en theoreticus van de hedendaagse vormen van socialisme en communisme.
Ontwikkeling
Karl Marx studeerde na 1835 rechten en filosofie aan de universiteiten in Bonn en Berlijn. Hij werd tijdens zijn studie sterk beïnvloed door de metafysische filosofie van Hegel. Na zijn promotie in 1841 ging hij in 1842 als journalist aan het werk bij de Rheinische Zeitung in Keulen. De armoede en rechteloosheid van de arbeidersklasse waarmee hij tijdens zijn onderzoek als journalist geconfronteerd werd legde de basis voor zijn sociale betrokkenheid. Zijn kennismaking met het werk en de ideeën van Ludwig Feuerbach leggen de basis voor het materialisme in zijn latere werk.
In Parijs werkt hij in 1843 en 1844 samen met Friedrich Engels mee aan een uitgave van het tijdschrift Deutsch-Französische Jahrbücher waarvan slechts een dubbelnummer verschijnt. Hij wordt op verzoek van Frederik Willem IV van Pruisen op grond van majesteitsschennis en hoogverraad door de Franse regering uitgewezen waarna hij begin 1845 naar Brussel vertrekt. In 1847 wordt door de Bond der Communisten in Brussel vergaderd en besloten om Marx en Engels het Communistisch Manifest te laten opstellen dat in februari 1848 verschijnt. Na de tumultueuze ontwikkelingen in het revolutiejaar 1848 in Frankrijk verzorgt hij samen met Engels het laatste nummer van de Neue Rheinische Zeitung en schrijft hij een steunbetuiging aan de strijd van de socialisten tegen de republikeinen tijdens de februarirevolutie van 1848 in de Deutsche Brüsseler Zeitung.
Tijdens zijn verblijf in Brussel wordt hij gearresteerd en opnieuw uitgewezen. In 1850 belandt hij in Londen waar hij de rest van zijn leven blijft. Hij trekt zich terug uit het activistische leven en werkt en studeert in Londen in de leeszaal van het British Museum. Daar schrijft hij zijn belangrijkste werk, Das Kapital, waarin hij de ontwikkeling van de kapitalistische vrije markteconomie beschrijft als een hegeliaans evolutionair proces. Het proces waarin de verschillende sociale klassen elkaar beconcurreren om het kapitaal, een materialistisch begrip dat ruim opgevat moet worden, eindigt volgens Marx uiteindelijk in een catastrofe.
Betekenis
Karl Marx was in hoofdzaak een filosoof die door een kritische analyse de oorzaken van sociaaleconomische problemen probeerde te achterhalen en daardoor tot een radicale politieke stellingname kwam. Tijdens zijn leven gaf hij zijn activisme vorm door middel van publicaties in tijdschriften en kranten. Zijn belangrijkste analytische werk heeft hij in Das Kapital gepubliceerd, en dit wordt tot op heden door veel economen als een belangrijk kritisch standaardwerk beschouwd.

### Feminisme

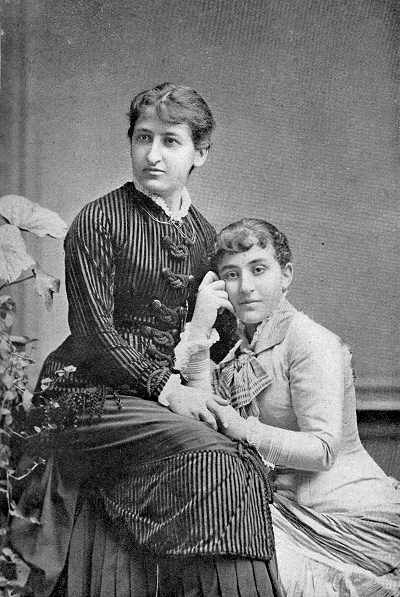
Aletta Jacobs met een harer patiëntjes in 1882

Aletta Jacobs was een belangrijke Nederlandse feministe.
Activiteiten
Aletta Jacobs wordt in 1870 als eerste vrouw toegelaten aan de Rijks Hogere Burgerschool in Sappemeer. In 1871 wordt ze met toestemming van de liberale minister president Thorbecke toegelaten tot de studie geneeskunde aan de Rijksuniversiteit Groningen. Na haar artsexamens in 1877 en 1878 en haar promotie in 1879 ging ze in Amsterdam als huisarts werken waar ze gratis spreekuren hield. Ze zette zich in voor toegankelijkheid van het onderwijs voor vrouwen en ze was lid van de Nieuw-Malthusiaanse Bond. Ze introduceerde het pessarium als anticonceptiemiddel.
Betekenis
Aletta Jacobs wist het hoger en het universitair onderwijs voor vrouwen toegankelijk te maken door hen als eerste vrouw in het hoger onderwijs voor te gaan en zodoende de weg naar de universiteiten voor hen te effenen. Ze zag het hoge kindertal in veel gezinnen als een last voor veel vrouwen die hen beperkte in hun mogelijkheden om zich te kunnen ontwikkelen. Ze deed zelf onderzoek naar de mogelijkheden van geboortebeperking. Ze beschouwde een te hoge bevolkingsgroei als de oorzaak van veel maatschappelijke problemen en zag het als een bedreiging voor het welzijn en het voortbestaan van de mensheid.

### Fascisme

Optocht van fascistische zwarthemden aan de vooravond van de mars naar Rome in 1922

Benito Mussolini is de stichter van het fascisme.
Ontwikkeling
Mussolini begon zijn politieke carrière binnen de relatief burgerlijke Italiaanse Socialistische Partij, de PSI. Binnen de overwegend gematigde PSI koos hij voor de radicale marxistische vleugel. Nadat de revisionisten in 1912 uit de partij gezet waren, werd hij als hoofdredacteur van het partijblad Avanti! de propagandist van de geradicaliseerde PSI. Hij nam in deze functie een antimilitaristisch en antiklerikaal standpunt in. Na het uitbreken van de Eerste Wereldoorlog wordt Mussolini nationalist en verlaat de PSI. Hij begint met de uitgave van een eigen propagandablaadje, de Il Popolo d'Italia (Het Volk van Italië), waarin hij zijn nationalistische ideeën verkondigt.
In 1917 keert hij gewond terug van de strijd aan het front met Oostenrijk-Hongarije. In de jaren na de Eerste Wereldoorlog heerst er in Italië, zoals in meer Europese landen, een politieke, sociale en economische chaos. Te midden van deze wanorde stichtte Mussolini op 23 maart 1919 de Fasci italiani di combattimento, de fascistische knokploegen die ook bekendstaan als de zwarthemden. Deze knokploegen opereren lokaal onder het gezag van lokale aanvoerders die optreden tegen politieke rivalen zoals socialisten en communisten.
In 1921 sticht Mussolini de Partito Nazionale Fascista, de nationale fascistische partij PNF. Door de PNF wordt hij tot de hoogste leider en legeraanvoerder, of Duce, gekozen. In 1921 haalt de PNF een paar zetels in het Italiaanse parlement maar veel te weinig om politieke invloed uit te kunnen oefenen. De PNF besluit om de zwarthemden tijdens de Mars op Rome vanuit vier richtingen naar het parlement op te laten trekken om de macht over te kunnen nemen. Koning Victor Emanuel III durft het leger niet tegen de zwarthemden in te zetten uit angst voor het uitbreken van een burgeroorlog.
De koning biedt Mussolini het premierschap aan en laat hem een brede coalitie vormen. Tijdens de daarop volgende regeringsperioden voert Mussolini een politiek van bedreiging en intimidatie tegenover zijn politieke tegenstanders die noodgedwongen ondergronds gaan. Uiteindelijk regeert Mussolini het land bij volmacht als een dictator.
Strategie en organisatie
Mussolini hanteerde een tactiek waarin de dreiging met geweld door de zwarthemden een belangrijke rol speelde. Door een strategie van toenemende intimidatie wist hij zijn machtspositie langzaam maar zeker uit te breiden. Een eenmaal veroverde positie gaf hij niet weer prijs. Zodoende wist hij de democratie langzaam maar zeker af te breken, de rechtsstaat uit te hollen en alle macht naar zich toe te trekken.

### Pacifisme
De bekendste vredesactivist en pacifist uit de twintigste eeuw was de Indiase jurist en politicus Mahatma Gandhi.
Ontwikkeling
Gandhi voerde zijn strijd om Brits-Indië te bevrijden van de Britse overheersers van 1915 tot 1947 voornamelijk door de bevolking op te roepen tot geweldloos verzet. Zijn pacifistische opvattingen en geweldloosheid waren nauw verbonden met zijn culturele en religieuze achtergrond die wortelden in het hindoeïsme en het jaïnisme. In 1915 wordt hij lid van de Congrespartij. Hij roept boeren die indigo verbouwen op tot burgerlijke ongehoorzaamheid en organiseert binnen de dorpsgemeenschappen het onderwijs en de gezondheidszorg.
De acties worden door de Britten hardhandig de kop ingedrukt zoals tijdens de slachting van Amritsar op 13 april 1919. In 1920 wordt Gandhi voorzitter van de Congrespartij en roept hij op tot de boycot van alle Britse producten. Hij wordt in 1922 opgepakt en tot een gevangenisstraf van zes jaar veroordeeld, wegens het aanzetten tot rebellie, waarvan hij er twee uitzit. In het voorjaar van 1930 stapt de Congrespartij uit het parlement en roept Gandhi met zijn partij eenzijdig de onafhankelijkheid uit. Als tegenmaatregel voeren de Britten met succes een verdeel-en-heerspolitiek onder Indiase parlementariërs tegen Gandhi.
Tijdens de Tweede Wereldoorlog voert Gandhi zijn "Quit India" campagne tegen de deelname van Indiase militairen aan de strijd van de Britten tegen nazi-Duitsland en Japan. Op 15 augustus 1947 wordt India onafhankelijk maar het land wordt zeer tegen de wens van Gandhi, gesplitst in een seculier India en een islamitisch Pakistan onder leiding van de Moslimliga.
Strategie en organisatie
Gandhi was een politiek leider die zijn doel probeerde te bereiken door het mobiliseren van grote mensenmassa's voor het voeren van geweldloze acties. Om zijn doel te kunnen bereiken had hij een communicatiekanaal naar brede lagen van de bevolking nodig en hun bereidheid tot het voeren van actie. Actiemiddelen zoals massademonstraties, sit-ins en boycots worden door vredesbewegingen nog steeds aangewend om een politiek doel te verwezenlijken.

## Gewelddadig activisme

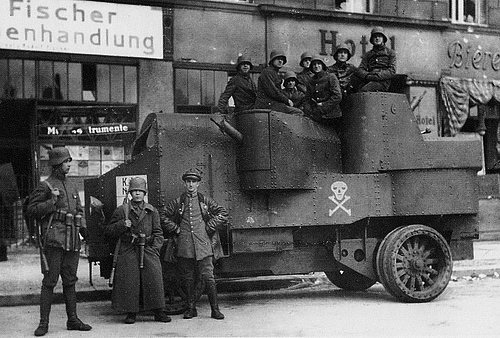
Leden van een Freikorps in een pantserwagen

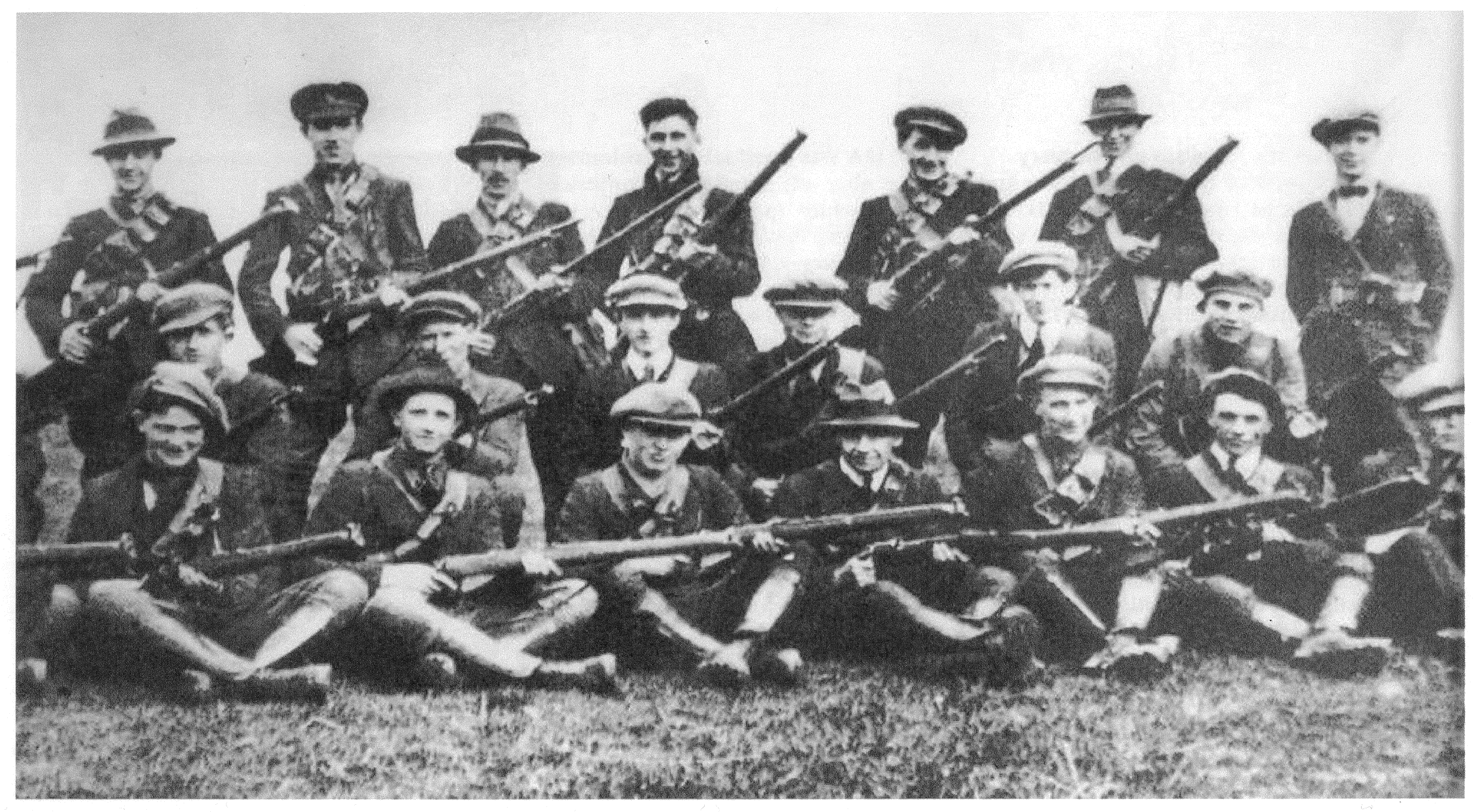
IRA-brigade in 1920-'21

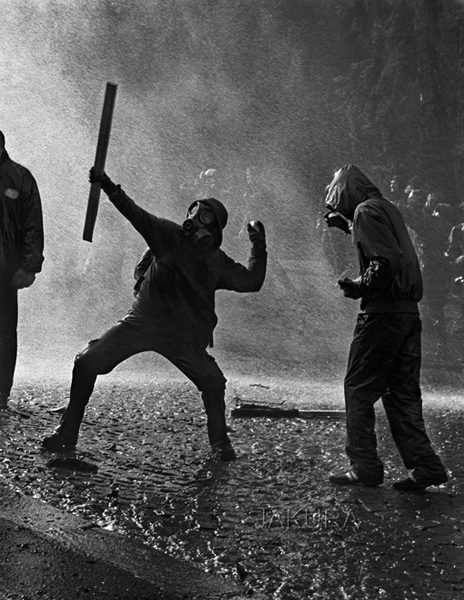
Een militant anarchist in actie tijdens de rellen rond het topoverleg van IMF en Wereldbank in Praag in 2000

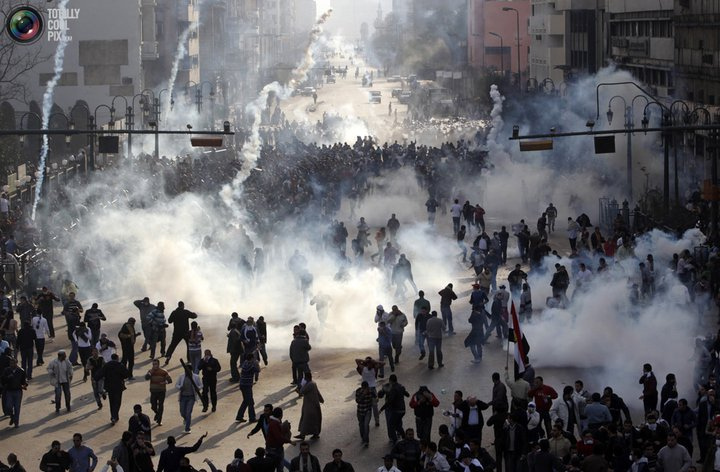
Rellen op "Anger Friday" in Caïro, januari 2011

Politiek gemotiveerd geweld van de kant van militante activisten tegen de gevestigde orde of tussen activisten onderling, komt door de hele geschiedenis voor. Het kan onder bepaalde omstandigheden soms leiden tot een revolutie, een burgeroorlog of zelfs tot een langdurige of permanente staat van anarchie.

### Interbellum
De strijd tussen de milities van verschillende politieke partijen tijdens de Russische Burgeroorlog en de conflicten in de Weimarrepubliek tijdens de eerste helft van het interbellum zijn beruchte voorbeelden van politiek gemotiveerd geweld tussen activisten. In Rusland winnen de bolsjewieken de strijd waarna in 1922 de Sovjet-Unie opgericht wordt. In Duitsland was het de Freikorpsen en de ordediensten van politieke partijen, zoals de KPD en de NSDAP, toegestaan om zich te organiseren, wapens te dragen en te oefenen. Politieke moorden en gevechten tussen militanten waren dien ten gevolge aan de orde van de dag. Het kostte de Duitse overheid veel moeite om de orde en de politieke stabiliteit te handhaven. Het lukte uiteindelijk niet om de democratische rechtsstaat te behouden. Daarom wordt deze periode van gewelddadigheden in de Weimarrepubliek door sommigen een sluimerende burgeroorlog genoemd om de relatie en de overeenkomsten met andere politieke conflicten zoals de Spaanse Burgeroorlog, aan te geven. In Spanje komen in 1939 de fascistische falangisten onder leiding van Francisco Franco als winnaars uit de strijd.

### Na de Tweede Wereldoorlog
Sinds het einde van de Tweede Wereldoorlog komt politiek geweld weinig voor in de geïndustrialiseerde wereld. Spanje kreeg vanaf 1959 te maken met acties van de ETA en vanaf 1968 werd in Noord-Ierland de IRA weer actief. In verschillende landen in Indochina en Afrika strijden bevrijdingsbewegingen tegen regimes die na de dekolonisatie aan de macht gekomen zijn. In Zuid- en Midden-Amerika zijn guerrillagroepen en paramilitairen actief en vinden met enige regelmaat staatsgrepen plaats waarbij soms veel bloed kan vloeien. In het Midden-Oosten krijgen vanaf de jaren 60 militante groepen voet aan de grond die de rechtvaardiging voor hun strijd aan het Israëlisch-Palestijns conflict ontlenen.

### Nederland en België
Nederland heeft de afgelopen eeuwen relatief weinig gewelddadige politieke conflicten binnen haar landsgrenzen gekend. De gebeurtenissen tijdens het kroningsoproer in 1980 waren ongekend gewelddadig naar Nederlandse maatstaven. De situatie in België is gecompliceerder vanwege de rol die de tweetaligheid en de taalstrijd in de politiek spelen. Bovendien hebben de gebeurtenissen tijdens de Eerste Wereldoorlog diepe sporen in de Belgische samenleving nagelaten. In Vlaanderen heeft politiek activisme de betekenis gekregen van militantisme, waaronder het activisme uit de periode van de Eerste Wereldoorlog, en het taalactivisme, dat naast politiek activisme ook een taal- en cultuurstrijd omvat.

### Maatschappelijke veranderingen
De toename van het aantal gewelddadige acties zoals tijdens de krakersrellen in Nederland, zou verband kunnen houden met het veranderde maatschappelijke klimaat in de zin van verharding en sociaal-economische individualisering. Hierdoor zou het optimisme van de jaren zeventig omgeslagen zijn in het pessimisme van de jaren tachtig. Een andere oorzaak zou kunnen liggen in het wegvallen van de linkse consensus van de jaren zeventig. In die periode verschilde de visie van de activisten op wat er allemaal mis was in de wereld niet veel met wat een groot deel van de bevolking dacht. Het wegvallen van die linkse consensus haalde de rem van het geweld.
Ook waren de bewegingen in de jaren tachtig minder verticaal georganiseerd wat wel het geval was met de revolutionaire bewegingen van de jaren zeventig. Ze kenden minder of geen politieke leiding, geen democratisch centralisme, geen interne disciplinering, geen intrede politiek en geen procedures voor uitsluiting. Zodra dan de inbedding in een progressieve consensus weg zou vallen, verdwijnen sociale cohesie en sociale controle en kunnen er zich gewelddadige kernen vormen. Hierbij heeft ook de ideologische afbraak in de jaren tachtig een zekere rol gespeeld.

### Technologische ontwikkelingen
In het het eerste decennium na de eeuwwisseling doet de invloed van de nieuwe media zich steeds meer gelden. Politiek activisten kunnen via internet hun boodschap gemakkelijker onder een groot publiek verspreiden. Acties kunnen ad hoc georganiseerd worden door groepen die spontaan in wisselende samenstellingen binnen verschillende sociale netwerken opereren. Daardoor kan het verloop van grote demonstraties zoals die van antiglobalisten tijdens intergouvernementele conferenties, moeilijk beheersbaar worden. Dat kan problemen opleveren bij de crowd control bij grote manifestaties en bij het voorkomen van rellen, zowel voor de autoriteiten als voor de organisatoren van de demonstraties.
De informatievoorziening via de satelliettelevisie en toegankelijkheid van sociale media en mobiel internet voor een snel groeiend deel van de wereldbevolking heeft na 2010 een belangrijke rol gespeeld in de ontwikkelingen die geleid hebben tot de zogenaamde Arabische lente. Tijdens de Egyptische Revolutie begin 2011 speelde de inmenging van de kant van voetbalsupporters tijdens de rellen in Caïro een belangrijke rol. Tijdens de Port Said-stadionramp een jaar later, kregen deze gebeurtenissen een vervolg. Hooligans kunnen ook een rol spelen in rellen.

## Activistische stromingen
- Anarchisme
- Andersglobalisme of antiglobalisme
- Antimilitarisme
- Arbeidersbeweging
- Burgerrechtenbewegingen
- Dierenrechtenactivisme
- Fair trade
- Feminisme
- Grassroots activisme
- Hacktivisme
- Kraakbeweging
- Mensenrechten
- Milieuactivisme
- Nationalisme
- Pacifisme
- Studentenbeweging
- Vakbondsactivisme
- Vredesbeweging

### Voorbeelden van actiecomités
- Actiecomité Ereschuld Mijnwerkers
- Actiecomité Stop MARTIJN
- Actie Kommitee Kritische Universiteit
- Kick Out Zwarte Piet

## Actiemiddelen
- Aanplakactie met affiches
- Aanspannen van gerechtelijke procedures
- Adbusting
- Demonstratie
- Bezetting
- Blokkade
- Burgerlijke ongehoorzaamheid
- Clownen, zoals Clolonel
- Directe actie
- Verspreiden van folders
- Geweld: Bomaanslag, Gijzelingsactie
- Handtekeningenactie
- Hongerstaking
- Inzamelingsactie
- Journalistiek
- Kalken, ofwel graffiti
- Lawaaidemonstratie
- Literatuur
- Ludieke actie, bijvoorbeeld flashmob
- Manifestatie
- Media-activisme, bijvoorbeeld bloggen en hashtag-activisme
- Open brief
- Petitionnement
- Sabotage
- Scanderen van leuzen
- Sit-in of sit-down
- Spamming of elektronische kettingbrief
- Staking
- Stiptheidsactie
- Tentenkamp
- Taartgooien
- Vrije media, zoals vrije radio-uitzendingen
- Vrijwilligerswerk